# Баязітово (Міякинський район)
Баязі́тово (рос. Баязитово, башк. Баязит) — село у складі Міякинського району Башкортостану, Росія. Входить до складу Сатиєвської сільської ради.
Населення — 640 осіб (2010; 715 в 2002).
Національний склад:
- башкири — 62%
- татари — 36%